# Batalla de Jallais
La batalla de Jallais té lloc el 13 de març de 1793 durant la Revolta de La Vendée.
El 12 de març de 1793, la insurrecció contra la imposta en massa esclatà als Mauges amb la captura de Saint-Florent-le-Vieil. A Le Pin-en-Mauges, els insurgents porten el nom d'un falcó o un valet anomenat Jacques Cathelineau. Jean Perdriau, antic cap d'un regiment de línia, va prendre el lideratge dels insurgents a La Poitevinière. Els dos líders es reuneixen per atacar el Jallais.
Jallais té per la seva defensa només 34 Guàrdies Nacionals de Chalonnes amb un canó de sis lliures a les ordres del comandant Bousseau i el capità Bernard. Els insurgents angevians per la seva banda compten entre 300 i més de 500 homes.
Els patriotes es van estacionar primer a un lloc anomenat Calvari, al sud de Jallais, i després van ocupar la posició prop del castell veí. Els insurgents entren al nord des del poble i després marxen per trobar-se amb els republicans. Aquests últims van col·locar el canó darrere d'un riu i van disparar metralladora, però els camperols es van llançar cap avall i no van patir cap dany. Els artillers, pocs en nombre, no van tenir temps de recarregar la seva arma, els insurgents van creuar el curs d'aigua i van carregar cap als patriotes. En deu minuts, es pren la posició. Els republicans, molts dels quals van resultar ferits, van ser presos. Els insurgents també es van apoderar del canó, que van batejar a Missió.